# Municipio de Richland (condado de Chickasaw)
El municipio de Richland (en inglés: Richland Township) es un municipio ubicado en el condado de Chickasaw en el estado estadounidense de Iowa. En el año 2010 tenía una población de 306 habitantes y una densidad poblacional de 3,29 personas por km².

## Geografía
El municipio de Richland se encuentra ubicado en las coordenadas 42°57′00″N 92°22′38″O / 42.95000, -92.37722. Según la Oficina del Censo de los Estados Unidos, el municipio tiene una superficie total de 93.15 km², de la cual 92,91 km² corresponden a tierra firme y (0,25 %) 0,24 km² es agua.

## Demografía
Según el censo de 2010, había 306 personas residiendo en el municipio de Richland. La densidad de población era de 3,29 hab./km². De los 306 habitantes, el municipio de Richland estaba compuesto por el 99,02 % blancos, el 0,33 % eran afroamericanos y el 0,65 % eran de una mezcla de razas. Del total de la población el 0 % eran hispanos o latinos de cualquier raza.